# Troca de prisioneiros entre Estados Unidos e Rússia em 2024

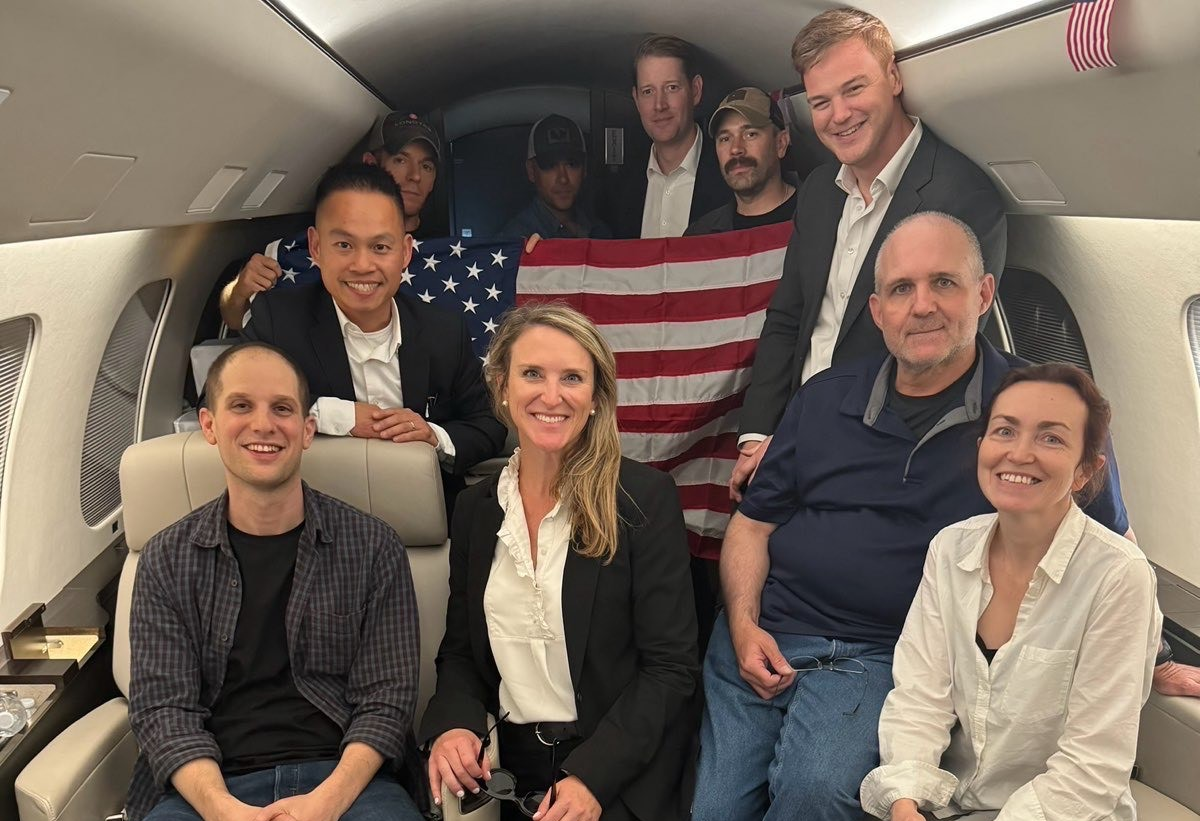
Os três cidadãos americanos libertados na troca são acompanhados por funcionários e funcionários do governo em seu voo de volta aos Estados Unidos: Evan Gershkovich (canto inferior esquerdo), Paul Whelan (segundo da direita) e Alsu Kurmasheva (canto inferior direito)

Em 1 de agosto de 2024, os Estados Unidos e a Rússia realizaram a maior troca de prisioneiros desde o fim da Guerra Fria, envolvendo a libertação de vinte e seis pessoas.
Após pelo menos seis meses de negociações multilaterais secretas, a Rússia e a Bielorrússia libertaram dezasseis detidos, enquanto os Estados Unidos, a Alemanha, a Polônia, a Eslovênia e a Noruega libertaram coletivamente oito detidos e dois menores. Entre os libertados estavam três cidadãos americanos: Evan Gershkovich, um repórter do The Wall Street Journal, Alsu Kurmasheva, uma jornalista da Rádio Europa Livre/Rádio Liberdade, e Paul Whelan, um antigo fuzileiro naval dos EUA, tendo Gershkovich e Whelan recebido cada um penas de dezesseis anos por espionagem, o que teve considerável atenção pública e política nos EUA.
A troca de prisioneiros, que foi descrita como uma das mais complexas da história, ocorreu no Aeroporto de Ancara Esenboğa, na Turquia, cujo governo serviu como mediador entre ambas as partes. Nos termos do acordo, os oito cidadãos russos e dois menores foram transferidos para a Rússia, enquanto treze dos prisioneiros detidos pela Rússia e pela Bielorrússia foram libertados para a Alemanha e três para os EUA. Os governos americano e russo divulgaram declarações saudando a troca de prisioneiros como uma vitória diplomática significativa.